# Eska Music Awards 2013
Eska Music Awards 2013 – dwunasta gala rozdania nagród Eska Music Awards, która odbyła się 3 sierpnia 2013 w Szczecinie.
Gala była nadawana na żywo na antenie TVP1, a poprowadzili ją Ada Fijał i Krzysztof „Jankes” Jankowski. Była to pierwsza gala nadana na TVP1 i trzecia nadawana w TVP.

## Nominacje
| Najlepsza artystka | Najlepszy artysta |
| --- | --- |
| - Sylwia Grzeszczak - Ewelina Lisowska - Honey - Margaret                                                                 | - Liber - Dawid Podsiadło - Rafał Brzozowski - Robert M                                                                                               |
| Najlepszy zespół | Najlepszy album |
| - Enej - Bracia - Kreuzberg - LemON                                                                                       | - LemON – LemON - Donatan – Równonoc. Słowiańska dusza - Enej – Folkhorod - Ewelina Lisowska – Aero-Plan                                              |
| Najlepszy hit | Eska TV Award – Najlepsze video |
| - Ewelina Lisowska – „W stronę słońca” - Enej – „Tak smakuje życie” - LemON – „Napraw” - Margaret – „Thank You Very Much” | - Margaret – „Thank You Very Much” - Donatan & Borixon – „Nie lubimy robić” - Ewelina Lisowska – „W stronę słońca” - Mrozu – „1000 metrów nad ziemią” |
| Najlepszy debiut | eskaGO Award – Najlepszy artysta w sieci |
| - Ewelina Lisowska - LemON - Margaret - Natalia Szroeder                                                                  | - Ewelina Lisowska - Dawid Podsiadło - Ewa Farna - Sylwia Grzeszczak                                                                                  |
| Nagroda specjalna | Najlepszy występ |
| - Nelly Furtado | - LemON |

## Wystąpili[1]
- Nelly Furtado – „Say It Right”
- Sylwia Grzeszczak – „Pożyczony”
- Piersi – „Bałkanica”
- Margaret – „Thank You Very Much” i „Tell Me How Are Ya”
- Red Lips – „To co nam było”
- LemON – „Napraw”
- Robert M – „Children of Midnight”
- Jula – „Za każdym razem” i „Ślad”
- Ewelina Lisowska – „W stronę słońca” i „Jutra nie będzie”
- Kreuzberg – „Niecierpliwa”
- Honorata „Honey” Skarbek – „Nie powiem jak”
- Kase & Wrethov – „One Life”
- Natalia Szroeder i Liber – „Nie patrzę w dół”
- Feel – „Poczuj to” i „Lullaby”
- Nelly Furtado – „I'm Like a Bird”